# Amfreville-sur-Iton
Pour les articles homonymes, voir Amfreville et Iton (homonymie).
Amfreville-sur-Iton est une commune française située dans le département de l'Eure, en région Normandie.

## Géographie

### Localisation
|                          | Le Mesnil-Jourdain, Acquigny |          |
| Canappeville Hondouville | Amfreville-sur-Iton          | Acquigny |
|                          | Acquigny                     |          |

### Hydrographie
La commune est située dans le bassin Seine-Normandie. Elle est drainée par l'Iton et  et un autre petit cours d'eau.
L'Iton, d'une longueur de 132 km, prend sa source dans la commune de Mahéru et se jette  dans l'Eure à Acquigny, après avoir traversé 39 communes.

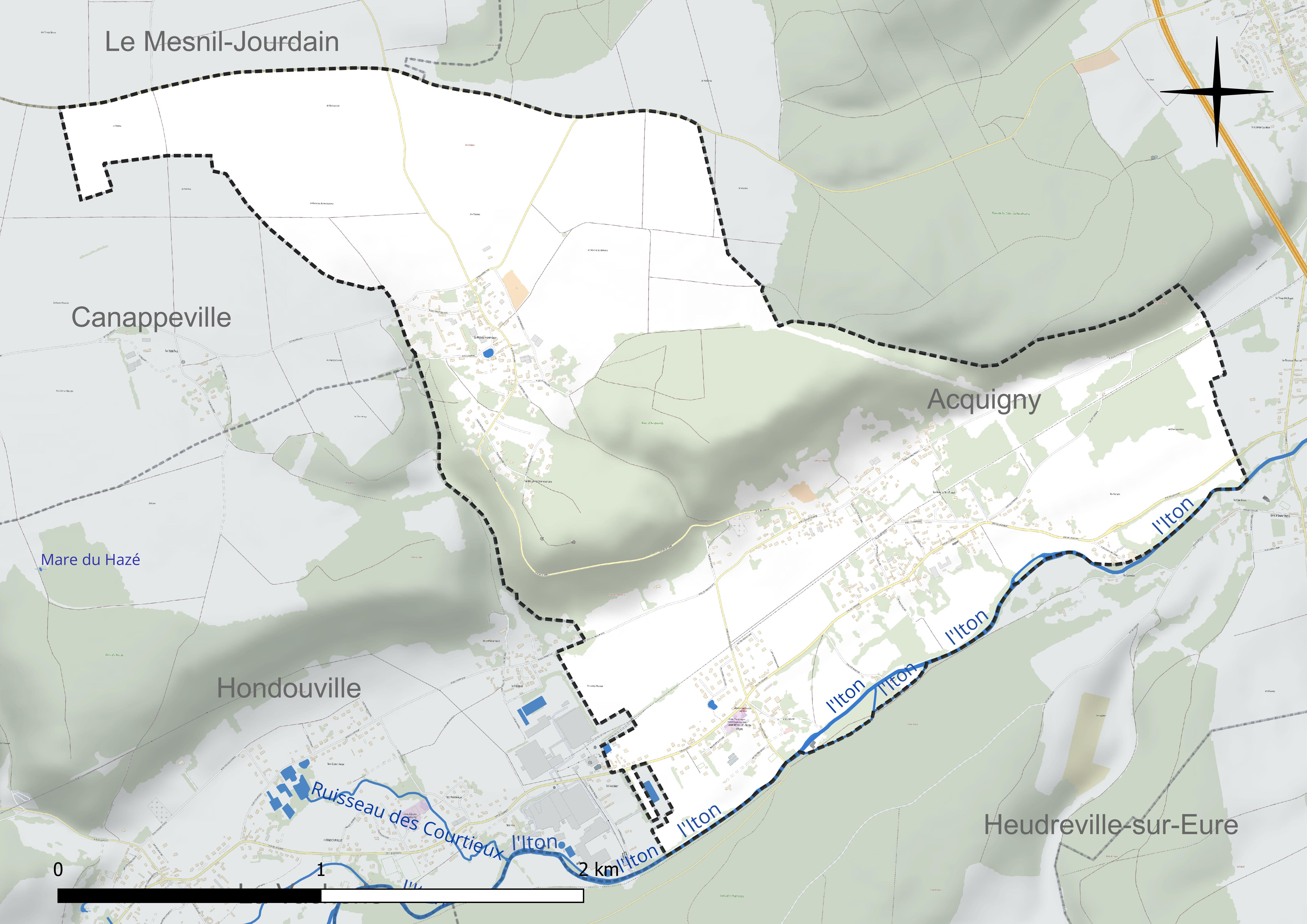
Réseau hydrographique d'Amfreville-sur-Iton.

### Climat
Pour des articles plus généraux, voir Climat de la Normandie et Climat de l'Eure.
En 2010, le climat de la commune est de type climat océanique dégradé des plaines du Centre et du Nord, selon une étude du CNRS s'appuyant sur une série de données couvrant la période 1971-2000. En 2020, Météo-France publie une typologie des climats de la France métropolitaine dans laquelle la commune est exposée à un climat océanique et est dans la région climatique Côtes de la Manche orientale, caractérisée par un faible ensoleillement (1 550 h/an) ; forte humidité de l’air (plus de 20 h/jour avec humidité relative > 80 % en hiver), vents forts fréquents. Parallèlement le GIEC normand, un groupe régional d’experts sur le climat, différencie quant à lui, dans une étude de 2020, trois grands types de climats pour la région Normandie, nuancés à une échelle plus fine par les facteurs géographiques locaux. La commune est, selon ce zonage, exposée à un « climat des plateaux abrités », correspondant aux plaines agricoles de l’Eure, avec une pluviométrie beaucoup plus faible que dans la plaine de Caen en raison du double effet d’abri provoqué par les collines du Bocage normand et par celles qui s’étendent sur un axe du Pays d'Auge au Perche.
Pour la période 1971-2000, la température annuelle moyenne est de 10,8 °C, avec  une amplitude thermique annuelle de 14,4 °C. Le cumul annuel moyen de précipitations est de 704 mm, avec 11,9 jours de précipitations en janvier et 8 jours en juillet. Pour la période 1991-2020, la température moyenne annuelle observée sur la station météorologique la plus proche, située sur la commune de Louviers à 8 km à vol d'oiseau, est de 11,8 °C et le cumul annuel moyen de précipitations est de 719,5 mm,. Pour l'avenir, les paramètres climatiques de la commune estimés pour 2050 selon différents scénarios d’émission de gaz à effet de serre sont consultables sur un site dédié publié par Météo-France en novembre 2022.

## Urbanisme

### Typologie
Au 1er janvier 2024, Amfreville-sur-Iton est catégorisée commune rurale à habitat dispersé, selon la nouvelle grille communale de densité à 7 niveaux définie par l'Insee en 2022.
Elle est située hors unité urbaine. Par ailleurs la commune fait partie de l'aire d'attraction de Louviers, dont elle est une commune de la couronne,. Cette aire, qui regroupe 44 communes, est catégorisée dans les aires de 50 000 à moins de 200 000 habitants,.

### Occupation des sols
L'occupation des sols de la commune, telle qu'elle ressort de la base de données européenne d’occupation biophysique des sols Corine Land Cover (CLC), est marquée par l'importance des territoires agricoles (59,4 % en 2018), en diminution par rapport à 1990 (61,6 %). La répartition détaillée en 2018 est la suivante : 
terres arables (44 %), forêts (27,4 %), prairies (15,5 %), zones urbanisées (13,2 %). L'évolution de l’occupation des sols de la commune et de ses infrastructures peut être observée sur les différentes représentations cartographiques du territoire : la carte de Cassini (XVIIIe siècle), la carte d'état-major (1820-1866) et les cartes ou photos aériennes de l'IGN pour la période actuelle (1950 à aujourd'hui).

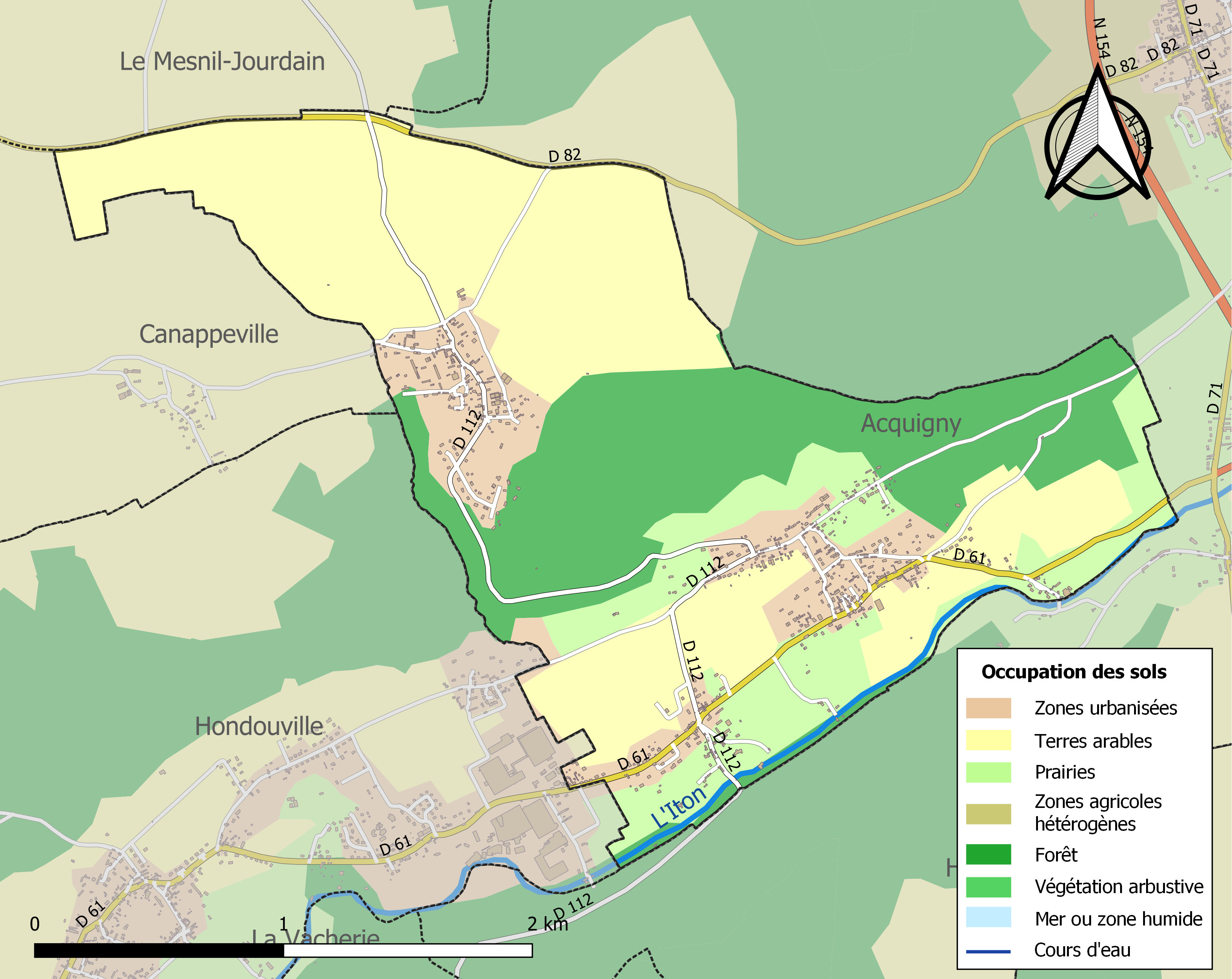
Carte des infrastructures et de l'occupation des sols de la commune en 2018 (CLC).

## Toponymie
Le nom de la localité est attesté sous la forme Amfrevilla vers 1150, Anfrevilla super Yton en 1431 (lettre de Henri VI), Anffreville en 1589 (aveu de Henri de Silly).
Voir Amfreville-sous-les-Monts.
L'Iton traverse la commune.

## Politique et administration
| Période                                  | Période  | Identité             | Étiquette | Qualité   |
| ---------------------------------------- | -------- | -------------------- | --------- | --------- |
| Les données manquantes sont à compléter. |          |                      |           |           |
| ca 1823                                  |          | Hardy                |           |           |
| Les données manquantes sont à compléter. |          |                      |           |           |
| mars 2001                                | En cours | Marie-Joëlle Lenfant | DVD       | Ingénieur |
| Les données manquantes sont à compléter. |          |                      |           |           |

## Démographie
L'évolution du nombre d'habitants est connue à travers les recensements de la population effectués dans la commune depuis 1793. Pour les communes de moins de 10 000 habitants, une enquête de recensement portant sur toute la population est réalisée tous les cinq ans, les populations de référence des années intermédiaires étant quant à elles estimées par interpolation ou extrapolation. Pour la commune, le premier recensement exhaustif entrant dans le cadre du nouveau dispositif a été réalisé en 2006.

En 2022, la commune comptait 882 habitants, en évolution de +4,63 % par rapport à 2016 (Eure : −0,25 %, France hors Mayotte : +2,11 %).
| 1793 | 1800 | 1806 | 1821 | 1831 | 1836 | 1841 | 1846 | 1851 |
| ---- | ---- | ---- | ---- | ---- | ---- | ---- | ---- | ---- |
| 621  | 615  | 556  | 691  | 689  | 686  | 658  | 635  | 639  |

| 1856 | 1861 | 1866 | 1872 | 1876 | 1881 | 1886 | 1891 | 1896 |
| ---- | ---- | ---- | ---- | ---- | ---- | ---- | ---- | ---- |
| 627  | 605  | 589  | 554  | 512  | 530  | 499  | 408  | 450  |

| 1901 | 1906 | 1911 | 1921 | 1926 | 1931 | 1936 | 1946 | 1954 |
| ---- | ---- | ---- | ---- | ---- | ---- | ---- | ---- | ---- |
| 404  | 388  | 367  | 398  | 452  | 400  | 392  | 400  | 424  |

| 1962 | 1968 | 1975 | 1982 | 1990 | 1999 | 2006 | 2011 | 2016 |
| ---- | ---- | ---- | ---- | ---- | ---- | ---- | ---- | ---- |
| 426  | 367  | 367  | 489  | 633  | 716  | 765  | 769  | 843  |

| 2021 | 2022 | - | - | - | - | - | - | - |
| ---- | ---- | - | - | - | - | - | - | - |
| 871  | 882  | - | - | - | - | - | - | - |

## Culture locale et patrimoine

### Lieux et monuments
Amfreville-sur-Iton compte sur son territoire deux édifices inscrits au titre des monuments historiques :
- Le château d'Amfreville (XVIIIe et XIXe siècles)  Inscrit MH (1977)  Inscrit MH (1994)[22]. Le château a été construit en 1775 pour l'agronome Antoine-Jean-Baptiste Guyot d'Amfreville[23], sur une île de l'Iton. À la fin du XIXe siècle, il fait l'objet de nombreuses transformations par Georges-Paul Roussel, architecte à Louviers (hautes souches de cheminées, zincs de couverture, décoration intérieure, transformation des abords du château en parc à l'anglaise, ponctué d'allées sinueuses et de bosquets, construction de plusieurs bâtiments dans le parc, etc.). L'inscription de 1977 concerne les façades et les toitures des quatre bâtiments de la ferme ; celle de 1994, le château, la maison dite chalet, les écuries-remises ainsi que la cave située sur la commune d'Acquigny.
- L'église Notre-Dame (XIIe, XVe et XVIe siècles)  Inscrit MH (1955)[24]. Sa nef est datée du XIIe siècle[25].

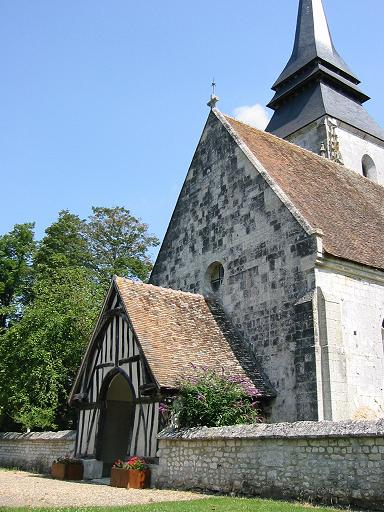
Le porche de l'église.
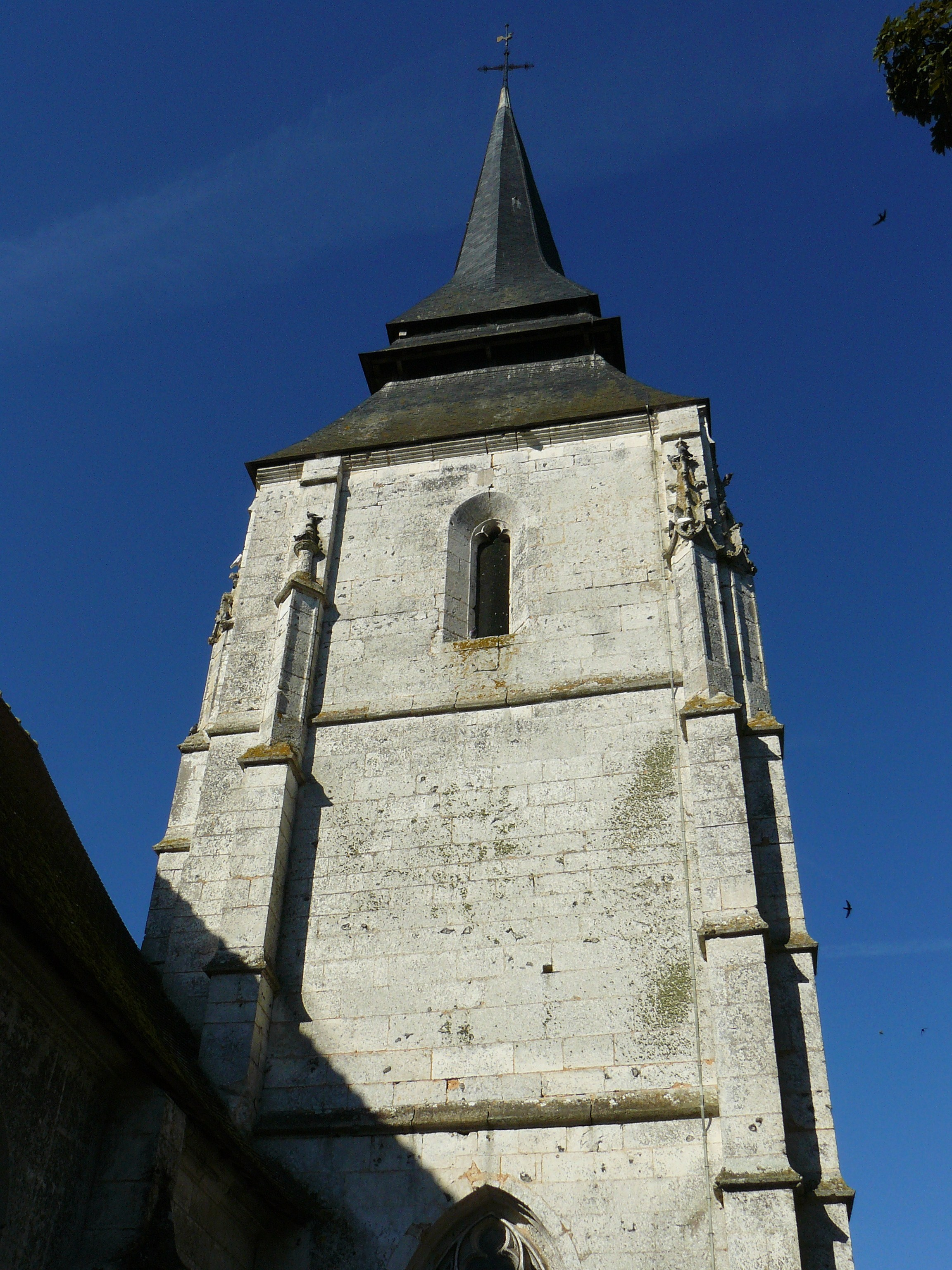
Le clocher de l'église.
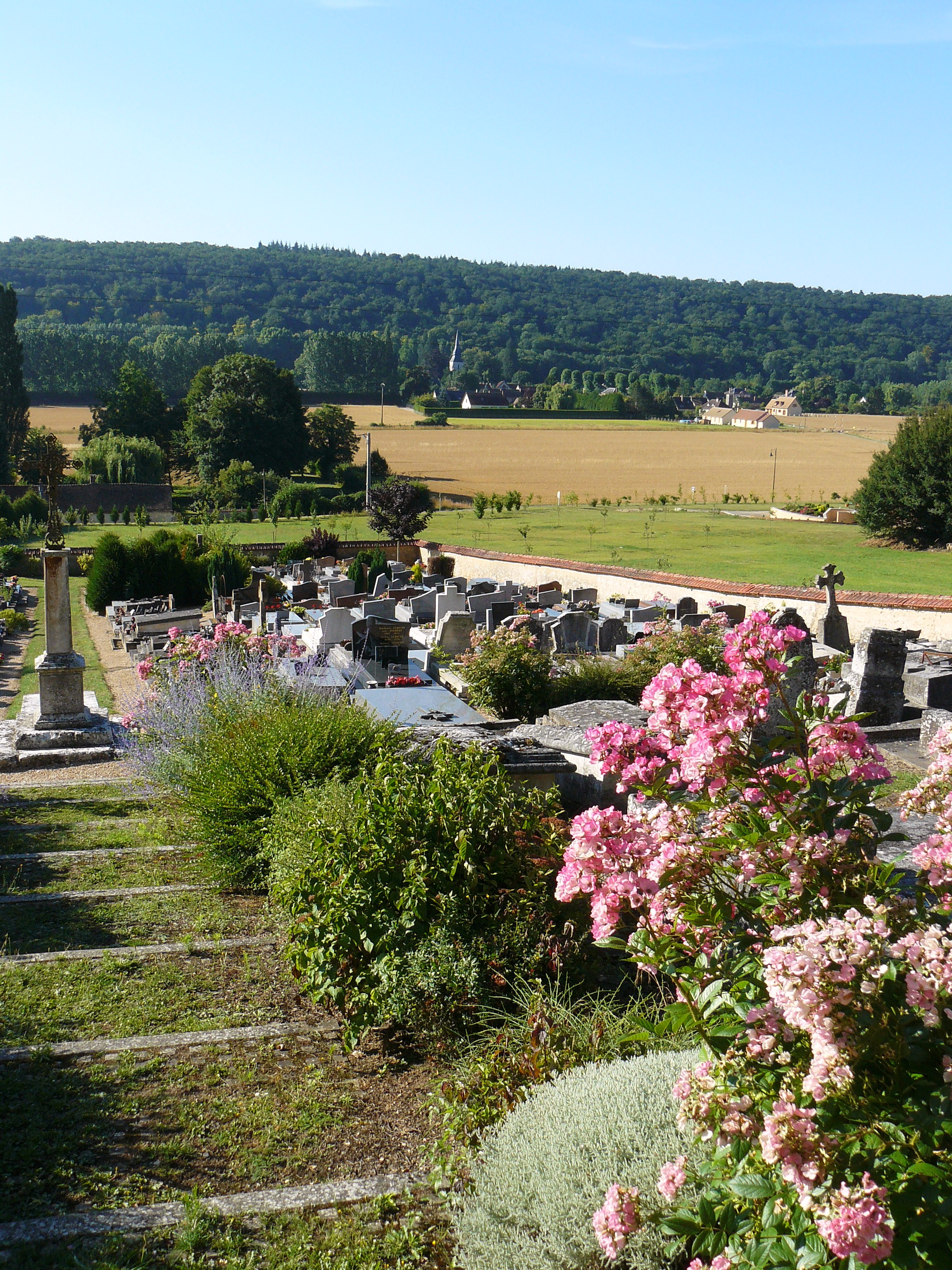
Le cimetière (à l'arrière-plan, l'église).
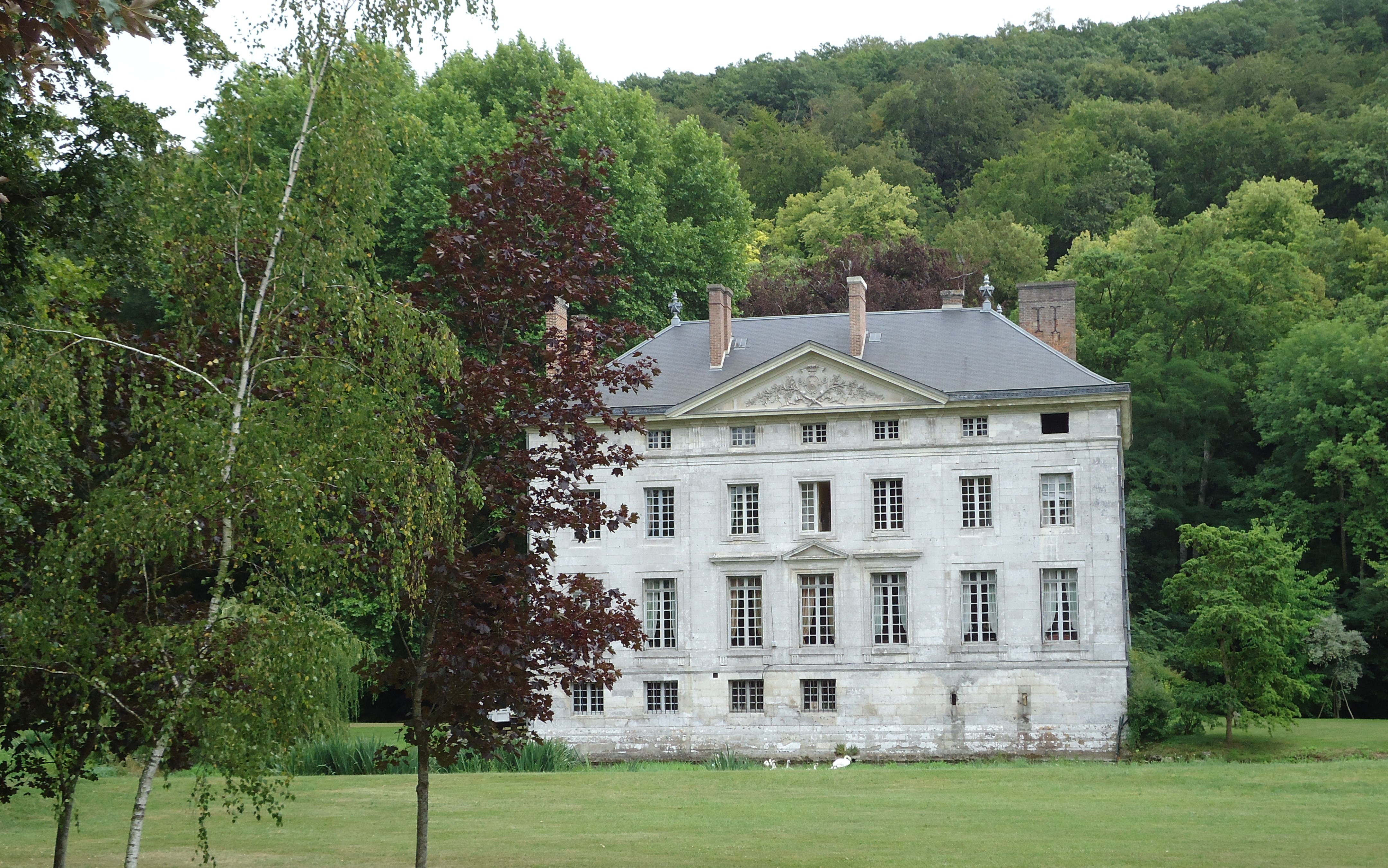
Le château.
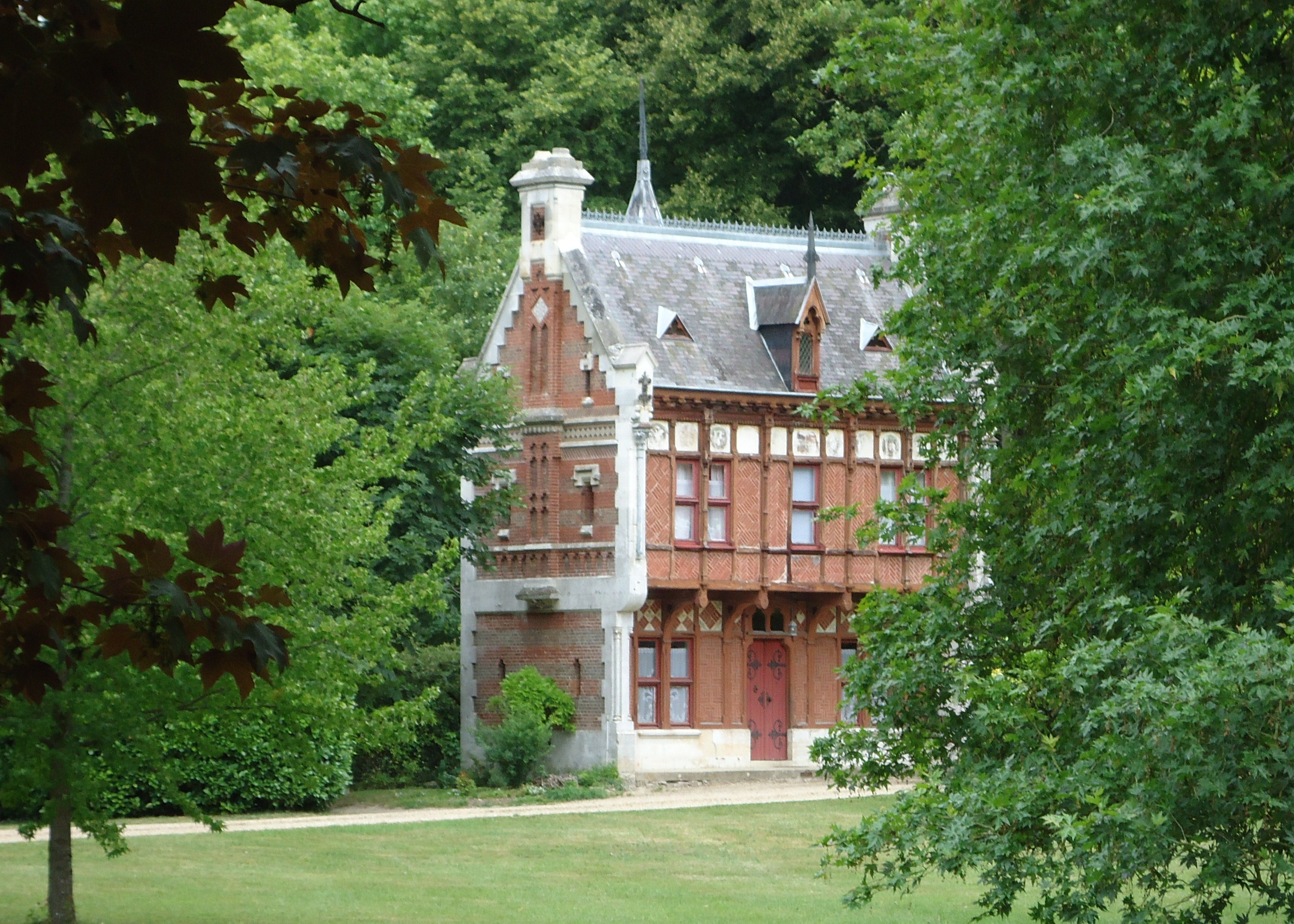
Dépendance du château dite le Chalet.

Par ailleurs, plusieurs autres édifices sont inscrits à l'inventaire général du patrimoine culturel :
- Le presbytère (XVIIIe)[26] ;
- Le lavoir du XIXe siècle[27] ;
- Le moulin de Quatremare (XVIIIe et XIXe siècles)[28] ;
- Un moulin à foulon des XVIIIe et XIXe siècles[29] ;
- Un édifice industriel du XIXe siècle au lieu-dit la Londe[30] ;
- Une maison du XIXe siècle[31] ;
- Une croix de chemin dite Croix au Loup du XVIIIe siècle[32] ;
- Une croix de chemin du XVIIIe siècle au lieu-dit la Mare-Hermier[33].